# ينس كارل بيتر براندت
ينس كارل بيتر براندت (بالنرويجية البوكمول: Jens Carl Peter Brandt)‏ هو فلاح ومحامي وسياسي نرويجي، ولد في 20 يونيو 1848 في فروغن في النرويج، وتوفي بنفس المكان في 10 أغسطس 1912. حزبياً، نشط في حزب المحافظين. وقد انتخب عضو برلمان النرويج ‏ عن دائرة Akershus (Storting constituency) ‏.